# Zdeněk Smetánka
Zdeněk Smetánka (21. října 1931, Pardubice – 4. dubna 2017) byl jednou z předních osobností české středověké archeologie.

## Kariéra
Podílel se společně s Milanem Richterem na vytváření obecných východisek a metodologických přístupů vědecké specializace archeologie mladšího středověku (12.–16. století) spojeným s proměnou vnímání archeologických pramenů coby plnohodnotných historických pramenů. Rovněž posouval (nejen) oborový výzkum v souladu s evropskými tendencemi k zájmu o středověkou každodennost.
Působil nejen jako vědec – specialista a pedagog, ale především jako popularizátor svého oboru, který se tak dostal do širokého povědomí a ovlivnil mnoho následovníků v jejich odborném zaměření na středověkou historii či archeologii.

## Biografie
Již svým studiem historie a dějin umění na Filozofické fakultě Univerzity Karlovy položil Zdeněk Smetánka pevné základy své odborné dráze rozkročením mezioborovým i historickým. Tématem jeho diplomové práce byla Architektura prvních železničních staveb v Praze, kterou obhájil v roce 1955. Soustavně působil v Archeologickém ústavu ČSAV (od r. 1954) a na Filozofické fakultě Univerzity Karlovy. Široké zaměření se projevilo i v odborných tématech, mezi ta zásadní teoretická patřilo ustavení nového oboru v českém prostředí, prakticky se zabýval nejen velmi specializované reliéfní výzdobě středověkých kachlů, ale také výzkumu zaniklých středověkých vesnic a životu ve středověku. České veřejnosti přiblížil život obyčejného českého středověkého člověka v Legendě o Ostojovi. Rozhlasově zpracovány byly i jeho další knihy věnované každodennímu - "běžnému" středověku oproti dříve běžnému zprostředkovávání chápání dějin skrze významné historické události a osobnosti.
Od roku 1995 byl členem Učené společnosti ČR.

## Výběr z bibliografie
- Hledání zmizelého věku (Sondy do středověkých Čech). Praha: Mladá fronta, 1987.
- Život středověké vesnice. Zaniklá Svídna. Praha: Academia, 1988.
- Legenda o Ostojovi - archeologie obyčejného života v raně středověkých Čechách. Praha: Mladá Fronta, 1992.
- Archeologické etudy. Osmnáct kapitol o poznávání středověku. Praha: Nakladatelství Lidové noviny, 2003.
- Archeologické eseje a mikropříběhy. Praha: Nakladatelství Lidové noviny, 2016.